# Josephine Bornebusch

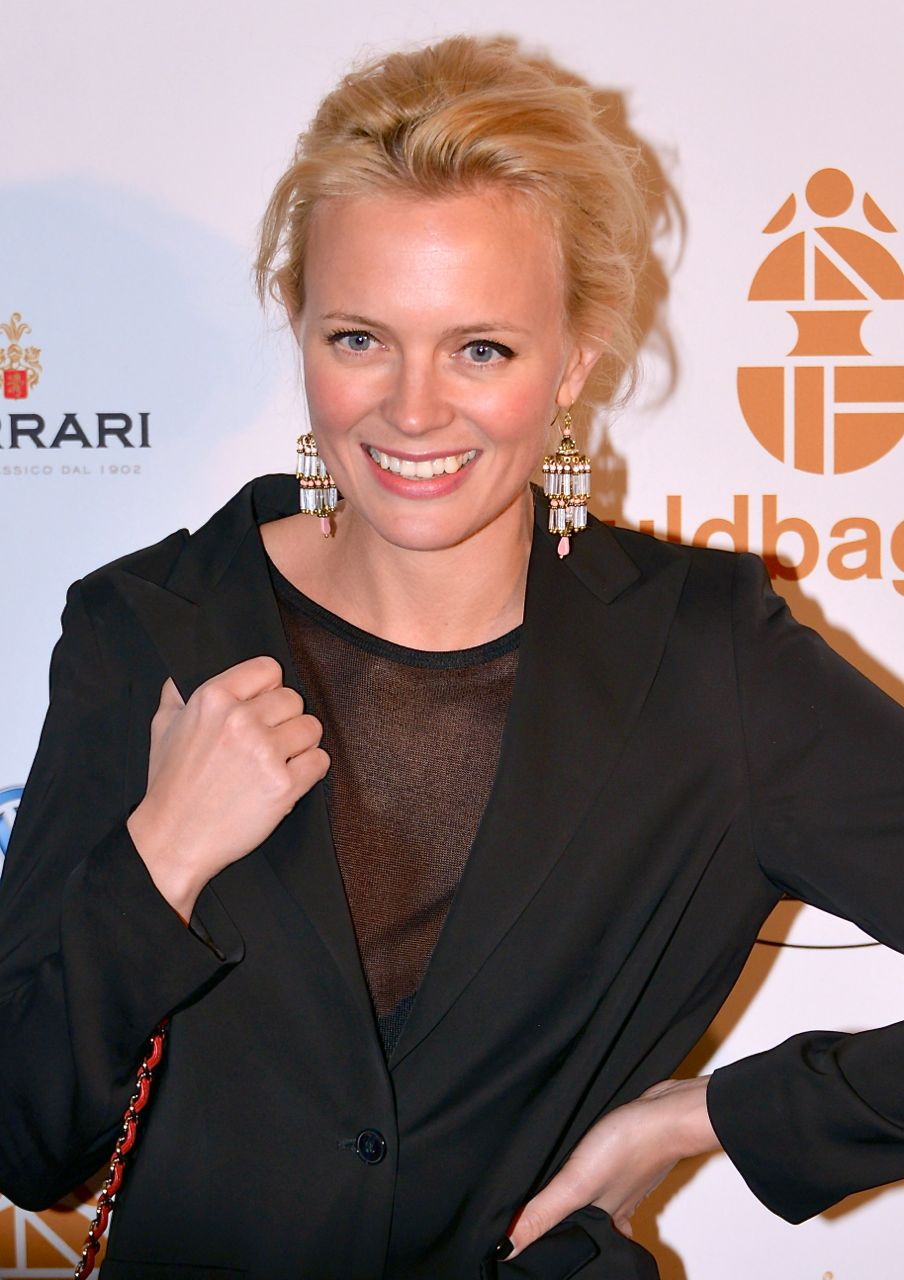
Josephine Bornebusch (2013)

Leyla Jerrie Josephine Zetterberg Bornebusch (* 12. September 1981 in Stockholm, Schweden) ist eine schwedische Schauspielerin.

## Leben
Josephine Bornebusch ist die Tochter der Produktionsdesignerin Cecilia Bornebusch. Sie hat vier Brüder, ihr Großvater war der Filmregisseur Arne Bornebusch und ihre Tante ist die nur drei Jahre ältere Schauspielerin Claudia Galli. Nach ihrem Schulabschluss versuchte sie vergebens eine Schauspielausbildung zu beginnen. Nachdem sie daran gescheitert war, lebte sie ein Jahr lang in Mexiko. Mit ihrer Rückkehr nach Schweden fand sie dennoch ein Engagement als Schauspielerin. Sie wurde 1999 für elf Folgen der Fernsehserie Rederiet als Oberklassenmädchen Madeleine Boisse de Blaque gecastet, was gleichzeitig auch ihren Durchbruch bedeutete.
Seit 2014 spielt Bornebusch an der Seite von Greg Poehler die Hauptrolle in der schwedisch-US-amerikanischen Sitcom Welcome to Sweden. Sie verkörpert die Figur der Emma Wiik, die gemeinsam mit ihrem Freund Bruce Evans aus New York City zurück nach Schweden zieht, um sich ein neues Leben aufzubauen. Nach zehn Episoden in der ersten Staffel, wurde die Serie vom schwedischen Fernsehsender TV4 für eine weitere zehn Folgen umspannende zweite Staffel verlängert.
Im Dezember 2010 heiratete Bornebusch ihren langjährigen Freund Erik Zetterberg. Seit August 2014 hat das Paar einen gemeinsamen Sohn.

## Filmografie (Auswahl)
- 1983: Moderna människor
- 1999: Rederiet (Fernsehserie, 11 Folgen)
- 2000: Vingar av glas
- 2000: Reißende Wasser (Järngänget)
- 2002: Hundtricket: The Movie
- 2008: Irene Huss, Kripo Göteborg – Der Novembermörder
- 2008: Verdict Revised – Unschuldig verurteilt (Oskyldigt dömd, Fernsehserie, eine Folge)
- 2009: Der Kommissar und das Meer (Kommissarien och havet, Fernsehserie, eine Folge)
- 2009: Kenny Begins
- 2009: Scener ur ett kändisskap
- 2009: Så olika
- 2010: Välkommen åter (Fernsehserie, 10 Folgen)
- 2010–2023: Solsidan (Fernsehserie, 80 Folgen)
- 2011: Hotell Gyllene Knorren – Filmen
- 2012: NAV (Fernsehserie, 10 Folgen)
- 2013: Den som söker
- 2013: Små citroner gula
- 2014: Vadelmavenepakolainen
- 2014–2015: Welcome to Sweden (Fernsehserie, 20 Folgen, auch Produktion)
- 2015: Rachel och Jossan: Utan filter (Fernsehserie, 6 Folgen)
- 2017: Solsidan
- 2018: LasseMajas detektivbyrå – Det första mysteriet
- 2019–2020: Einfach Liebe – Onlinedates und Neuanfänge (Älska mig, Fernsehserie, 12 Folgen, auch Produktion)
- 2020: Orca
- 2022: Harmonica (Fernsehserie, 5 Folgen)
- 2022: Bad Sisters (Fernsehserie, 3 Folgen)
- 2024: Lass los (Släpp taget)

### Regie
- 2015: Rachel och Jossan: Utan filter (Fernsehserie, 6 Folgen)
- 2018: LasseMajas detektivbyrå – Det första mysteriet
- 2019: Solsidan (Fernsehserie, 4 Folgen)
- 2019–2020: Einfach Liebe – Onlinedates und Neuanfänge (Älska mig, Fernsehserie, 12 Folgen)
- 2020: Orca (auch Produktion)
- 2022: Harmonica (Fernsehserie, 5 Folgen, auch Produktion)
- 2022: Bad Sisters (Fernsehserie, 3 Folgen)
- 2024: Rentierbaby (Baby Reindeer, Fernsehserie, 3 Folgen)

### Drehbuch
- 2013: Solsidan (Fernsehserie, Folge 4x05)
- 2014–2015: Welcome to Sweden (Fernsehserie, 19 Folgen)
- 2018: LasseMajas detektivbyrå – Det första mysteriet
- 2019–2020: Einfach Liebe – Onlinedates und Neuanfänge (Älska mig, Fernsehserie, 12 Folgen)
- 2020: Orca
- 2022: Harmonica (Fernsehserie, 5 Folgen)
- 2022: Bad Sisters (Fernsehserie, 3 Folgen)
- 2021–2023: Lieb mich (Love Me, Fernsehserie, 12 Folgen, basiert auf Älska mig, auch Produktion)